# Время собирать камни (фильм)
«Время собирать камни» — российский художественный фильм 2005 года режиссёра Алексея Карелина.

## Сюжет
Действие фильма происходит в мае-июне 1945 года. Нацистская Германия капитулировала, но война ещё продолжается — и на хлебных полях, усеянных минами, и в душах людей, не представляющих ещё, какой будет мирная жизнь.
Немецкий лейтенант-минёр Рудольф Онезорг (Давид Буннерс), движимый понятиями совести и долга, является в штаб советских войск, чтобы рассказать о своём участии в масштабной операции по минированию важных объектов на советской территории. Размещённые заряды в скором времени взорвутся, что приведёт к крупным разрушениям и жертвам. Онезорг готов приступить к разминированию. Советские офицеры понимают, что информация является достоверной. Капитану инженерных войск Красной армии Дёмину (Владимир Вдовиченков) даётся приказ вместе с немецким лейтенантом приступить к разминированию объектов. В группу включается также переводчица Неля (Ольга Красько).
В фильме показывается непростое развитие отношений, когда вчерашние враги оказываются связанными профессиональным и человеческим долгом. Работа сапёра предполагает особые взаимоотношения доверия в команде, это форсирует развитие событий. Дёмин и Онезорг побеждают образ врага внутри себя, между ними завязываются человеческие отношения. Впрочем, до братания дело не доходит. На очередном объекте немецкий лейтенант погибает, и Дёмину приходится самому доводить операцию до завершения.
Основная сюжетная линия фильма дополняется яркими эпизодами о непростых ситуациях при переходе от войны к мирной жизни. Заключительные кадры фильма проходят на фоне радиотрансляции Парада Победы с Красной площади в Москве.

## В ролях
| Актёр                  | Роль                   |
| ---------------------- | ---------------------- |
| Владимир Вдовиченков   | Дёмин                  |
| Давид Кристиан Буннерс | Онезорг                |
| Ольга Красько          | Неля                   |
| Евдокия Германова      | Нюра                   |
| Владимир Меньшов       | генерал                |
| Владимир Качан         | замполит               |
| Василий Мищенко        | старшина               |
| Александр Лыков        | председатель горсовета |
| Алексей Маклаков       | комендант              |
| Фёдор Добронравов      | дивинж                 |
| Сергей Удовик          | особист                |
| Андрей Федорцов        | Василий Мухин          |
| Юрий Ицков             | председатель колхоза   |
| Николай Соловьёв       | военком                |

## Съёмочная группа
- Режиссёр: Алексей Карелин
- Сценарий: Юлий Дунский, Валерий Фрид
- Продюсеры: Владимир Меньшов, Александр Литвинов
- Оператор-постановщик: Александр Носовский

## Создание
Сценарий к фильму был написан в 1981 году.
Съёмки фильма проходили в окрестностях города Черняховска (Калининградская область). Несколько сюжетов было снято в Тверской области в окрестностях полевого лагеря Тверского Суворовского Военного училища возле населенного пункта Кокошки.